# Catedral e Mosteiro da Assunção (Sviyazhsk)
A Catedral e Mosteiro da Assunção  está localizada na cidade-ilha de Sviyazhsk, fundada por Ivan, o terrível em 1551. Sua construção teve início em 1555 na confluência dos rios Volga, Sviyaga e Shchuka, tal localização e composição arquitetônica ilustra o programa político e missionário desenvolvido pelo Czar Ivan IV em expandir o Estado de Moscou.
O mosteiro foi um dos mais significativos centros ortodoxos utilizados na expansão do Cristianismo nas regiões de Volga e Ural.

## História
A Catedral começou a ser construída junto ao Mosteiro em 1556, tendo sido finalizada em 1560. Todo o ciclo de paredes da Catedral são da segunda metade do século XVI e início do século XVII e chegaram até os dias de hoje, assim como a iconóstase, pertencente ao mesmo período. Os afrescos e conjunto arquitetônico refletem a nova direção da arte russa, bem como sua ambição cultural e ideologia civilizacional iniciada no século XVI, uma vez que são os registros gráficos das decisões do Conselho de Stoglav, em 1551, e dos sínodos de 1553-1555, os quais têm significativos valores históricos não só para a Rússia, como para toda a Igreja Ortodoxa e para a história da iconografia.

## Patrimônio cultural da humanidade
Em julho de 2017, o Comitê do Patrimônio Mundial em sua 41ª sessão, presidida pela fundadora e Diretora do Centro Cultural Internacional de Cracóvia, Jacek Purchla, se reuniu em Cracóvia e inscreveu na Lista da Unesco, entre outros oito sítios culturais, a Catedral da Assunção e Mosteiro da cidade-ilha de Sviyazhsk.
O nome da Catedral e Mosteiro foram sugeridos ao supracitado Comitê em 2016, após um longo trabalho de restauração em toda a ilha, incluindo o mosteiro. O dossiê foi preparado pelo Fundo Republicano Revival, sob  a supervisão do Ministro da República do Tartaristão, Mintimer Shaimiev. Entre os países membros da Unesco que apoiaram a nomeação estão Líbano, Cazaquistão, Zimbabue, Finlândia e Turquia.
A Catedral da Assunção e o Mosteiro se juntam a dois outros monumentos do Tartaristão já incluídos na lista da Unesco, quais sejam; o Complexo Arquitetônico e Histórico do Kremlin de Kazan e a antiga cidade de Bolgar, totalizando 29 monumentos russos inscritos na lista de Patrimônios Mundiais.